# Касл-Рок (Вісконсин)
Касл-Рок (англ. Castle Rock) — місто (англ. town) в США, в окрузі Грант штату Вісконсин. Населення — 240 осіб (2020).

## Демографія
Згідно з переписом 2010 року, у місті мешкало 248 осіб у 107 домогосподарствах у складі 71 родини. Було 138 помешкань
Расовий склад населення:
| - 97,6 % — білих - 0,4 % — азіатів |

До двох чи більше рас належало 2,0 %. Частка іспаномовних становила 1,6 % від усіх жителів.
За віковим діапазоном населення розподілялося таким чином: 17,7 % — особи молодші 18 років, 65,8 % — особи у віці 18—64 років, 16,5 % — особи у віці 65 років та старші. Медіана віку мешканця становила 48,0 року. На 100 осіб жіночої статі у місті припадало 100,0 чоловіків;  на 100 жінок у віці від 18 років та старших — 102,0 чоловіків також старших 18 років.
Середній дохід на одне домашнє господарство  становив 69 210 доларів США (медіана — 57 500), а середній дохід на одну сім'ю — 78 978 доларів (медіана — 67 188). Медіана доходів становила 55 625 доларів для чоловіків та 37 222 долари для жінок. За межею бідності перебувало 16,0 % осіб, у тому числі 12,8 % дітей у віці до 18 років та 23,6 % осіб у віці 65 років та старших.
Цивільне працевлаштоване населення становило 120 осіб. Основні галузі зайнятості: сільське господарство, лісництво, риболовля — 21,7 %, роздрібна торгівля — 17,5 %, освіта, охорона здоров'я та соціальна допомога — 14,2 %.